# Бистрович, Кристиян
Кристия́н Би́стрович (хорв. Kristijan Bistrović; род. 9 апреля 1998, Копривница) — хорватский футболист, полузащитник.

## Клубная карьера

### «Славен Белупо»
Бистрович — воспитанник клуба «Славен Белупо» из своего родного города. 30 мая 2015 года в матче против «Осиека» он дебютировал в чемпионате Хорватии. В следующем сезоне он выходил на поле дважды. 7 июля 2017 года Кристиян участвовал в товарищеском матче с московским «Спартаком» (1:1), где отметился голевой передачей. В той встрече опорник отыграл 84 минуты и исполнял почти все стандартные положения. В сезоне 2017/18 Бистрович принял участие в 12 матчах чемпионата, в шести из которых вышел в стартовом составе, но результативными действиями не отметился.

### ЦСКА (Москва)

#### Сезон 2017/18
12 января 2018 года Кристиян перешёл в московский ЦСКА, подписав контракт до лета 2022 года. В контракте с «армейцами» прописаны отступные. Любой клуб может выкупить хорватского хавбека за 20 миллионов евро. 8 марта в поединке Лиги Европы против лионского «Олимпика» Бистрович дебютировал за основной состав, заменив во втором тайме Алана Дзагоева. 11 марта в матче против «Ахмата» он дебютировал в РФПЛ. По итогам сезона 2017/18 вместе с ЦСКА завоевал серебряные медали чемпионата России.

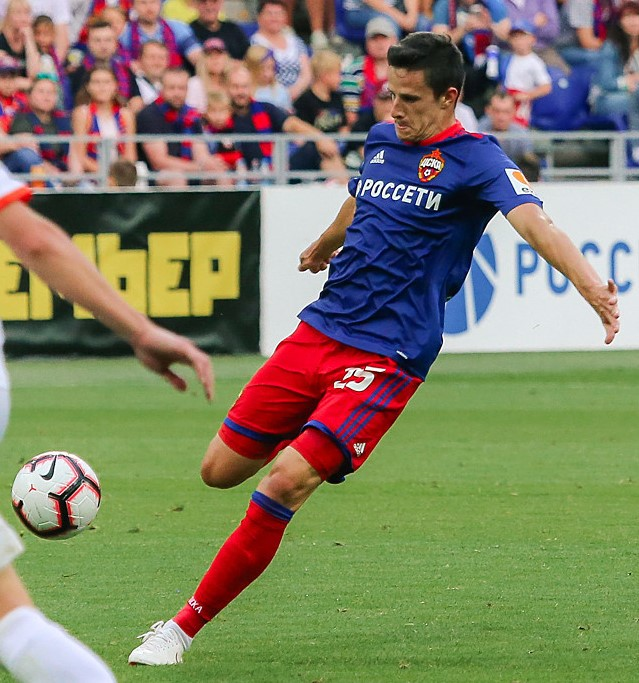
Бистрович в составе ЦСКА

#### Сезон 2018/19
27 июля 2018 года стал обладателем Суперкубка России. 18 августа 2018 года в матче чемпионата России против тульского «Арсенала» (3:0) Бистрович забил дебютный гол за ЦСКА. В сентябре Кристиян получил повреждение связок правого голеностопного сустава. 11 ноября в матче чемпионата России против «Зенита» (2:0) Бистрович впервые после травмы появился на поле, выйдя на замену на 92-й минуте. 27 ноября 2018 года хорватский полузащитник дебютировал в Лиге Чемпионов, выйдя в стартовом составе в матче против «Виктории» (1:2).

#### Сезон 2019/20, 2020/21, 2021/22
В сезоне 2019/20 Кристиян Бистрович сыграл 36 матчей за ЦСКА во всех турнирах, набрав 6 очков по системе «гол+пас» (1 гол и 5 голевых передач).
10 декабря 2020 года в матче против «Динамо» (Загреб) (3:1) Бистрович забил дебютный гол в Лиге Европы. В первой половине сезона 2020/21 Кристиян сыграл 20 матчей за ЦСКА во всех турнирах, забив 3 гола. В зимнее трансферное окно полузащитник был отправлен в аренду.
В первой половине сезона 2021/22 Бистрович принял участие лишь в 8 матчах ЦСКА в различных турнирах, набрав 3 очка по системе «гол+пас» (2 гола и 1 голевая передача). В зимнее трансферное окно полузащитник был отдан в очередную аренду.

#### Сезон 2024/25
20 июля 2024 года принял участие в матче чемпионата России против «Ростова» (0:0), тем самым сыграв за ЦСКА в официальном матче впервые с декабря 2021 года. 4 августа 2024 года в матче 3-го тура чемпионата России против «Оренбурга» (5:1) провел 100-й официальный матч в составе ЦСКА. 1 октября 2024 года в матче группового этапа Кубка России против «Пари НН» (0:2) он отметился забитым мячом, открыв счёт в игре. 26 апреля 2025 года, выйдя на замену в матче чемпионата России против «Спартака» (1:2) на 72-й минуте, Бистрович забил гол на 89-й минуте, принеся своей команде победу в дерби. По итогам сезона 2024/25 вместе с ЦСКА завоевал бронзовые медали чемпионата России. 1 июня 2025 года во первый раз стал обладателем Кубка России.

### Аренда в «Касымпаша»
22 января 2021 года официальный сайт ЦСКА объявил о том, что Бистрович отдан в аренду с опцией выкупа в турецкий клуб «Касымпаша». 25 января дебютировал за команду, выйдя в стартовом составе на игру 21-го тура турецкой Суперлиги, против «Сивасспора» (2:0). За всё время, проведённое в турецком клубе Бистрович принял участие в 20 матчах и отдал 5 голевых передач.

### Аренда в «Фатих Карагюмрюк»
12 января 2022 года ЦСКА отдал футболиста в аренду до конца года с правом выкупа турецкому клубу «Фатих Карагюмрюк». 15 января провёл первый матч за стамбульскую команду, заменив Эмре Мора на 60-й минуте в игре 21-го тура Суперлиги против «Ризеспора» (2:0). 8 февраля помог своей команде выйти в следующий этап Кубка Турции, отдав две голевые передачи в матче 1/8 финала против «Коньяспора» (5:4 в дополнительное время). 9 апреля забил первый и единственный гол за «Фатих Карагюмрюк» в ворота клуба «Касымпаша» (3:2), за который Бистрович выступал ранее.

### Аренда в «Лечче»
24 июля 2022 года Бистрович вновь ушёл в аренду, на этот раз в клуб Серии А «Лечче», заключив соглашение до конца сезона. 13 августа вышел в стартовом составе на матч 1-го тура Серии А против миланского «Интера» (1:2). Этот матч стал для Бистровича первым в составе итальянской команды. Зимой 2023 года аренда была прервана. За «Лечче» Бистрович провёл 12 матчей, в которых не отличился результативными действиями.

### Аренда в «Фортуну» (Ситтард)
17 января 2023 года «Лечче» сообщил, что Бистрович досрочно завершает выступления за команду и переходит в «Фортуну» из Ситтарда. Дебютировал 25 января, в игре 18-го тура Эредивизи, против клуба «Херенвен» (2:0). 3 марта помог своей команде одержать победу над «Утрехтом» (2:1), Бистрович сравнял счёт на 69-й минуте, а на 87-й победный мяч забил Тейяни Нослин. Всего в составе «Фортуны» Кристиян выходил на поле в 13 матчах.

### Аренда в «Балтику»
14 сентября 2023 года калининградская «Балтика» арендовала Бистровича с опцией выкупа. В переходе хорватского полузащитника был лично заинтересован главный тренер команды Сергей Игнашевич. 16 сентября дебютировал за «Балтику» в игре 8-го тура Российской Премьер-Лиги против «Ростова» (2:2). Бистрович заменил Артура Галояна в перерыве, а 91-й минуте сравнял счёт.

## Международная карьера
В 2019 году в составе молодёжной сборной Хорватии Бистрович принял участие в молодёжном чемпионате Европы в Италии. На турнире он был запасным и на поле не вышел.

## Достижения
ЦСКА (Москва)
- Серебряный призёр чемпионата России: 2017/18
- Бронзовый призёр чемпионата России: 2024/25
- Обладатель Кубка России: 2024/25
- Обладатель Суперкубка России: 2018

## Статистика

### Клубная
| Выступление         | Выступление      | Выступление      | Лига | Лига | Кубки | Кубки | Еврокубки | Еврокубки | Итого | Итого |
| Клуб                | Лига             | Сезон            | Игры | Голы | Игры  | Голы  | Игры      | Голы      | Игры  | Голы  |
| ------------------- | ---------------- | ---------------- | ---- | ---- | ----- | ----- | --------- | --------- | ----- | ----- |
| Славен Белупо       | Первая лига      | 2014/15          | 1    | 0    | 0     | 0     | —         | —         | 1     | 0     |
| Славен Белупо       | Первая лига      | 2016/17          | 2    | 0    | 0     | 0     | —         | —         | 2     | 0     |
| Славен Белупо       | Первая лига      | 2017/18          | 12   | 0    | 1     | 0     | —         | —         | 13    | 0     |
| Славен Белупо       | Итого            | Итого            | 15   | 0    | 1     | 0     | —         | —         | 16    | 0     |
| ЦСКА (Москва)       | Премьер-лига     | 2017/18          | 7    | 0    | 0     | 0     | 2         | 0         | 9     | 0     |
| ЦСКА (Москва)       | Премьер-лига     | 2018/19          | 20   | 2    | 1     | 0     | 2         | 0         | 23    | 2     |
| ЦСКА (Москва)       | Премьер-лига     | 2019/20          | 28   | 1    | 2     | 0     | 6         | 0         | 36    | 1     |
| ЦСКА (Москва)       | Премьер-лига     | 2020/21          | 14   | 2    | 0     | 0     | 6         | 1         | 20    | 3     |
| ЦСКА (Москва)       | Премьер-лига     | 2021/22          | 6    | 1    | 2     | 1     | —         | —         | 8     | 2     |
| ЦСКА (Москва)       | Премьер-лига     | 2024/25          | 20   | 1    | 11    | 1     | —         | —         | 31    | 2     |
| ЦСКА (Москва)       | Итого            | Итого            | 95   | 7    | 16    | 2     | 16        | 1         | 127   | 10    |
| → Касымпаша         | Суперлига        | 2020/21          | 20   | 0    | 0     | 0     | —         | —         | 20    | 0     |
| → Касымпаша         | Итого            | Итого            | 20   | 0    | 0     | 0     | —         | —         | 20    | 0     |
| → Фатих Карагюмрюк  | Суперлига        | 2021/22          | 18   | 1    | 2     | 0     | —         | —         | 20    | 1     |
| → Фатих Карагюмрюк  | Итого            | Итого            | 18   | 1    | 2     | 0     | —         | —         | 20    | 1     |
| → Лечче             | Серия А          | 2022/23          | 11   | 0    | 1     | 0     | —         | —         | 12    | 0     |
| → Лечче             | Итого            | Итого            | 11   | 0    | 1     | 0     | —         | —         | 12    | 0     |
| → Фортуна (Ситтард) | Эредивизи        | 2022/23          | 13   | 1    | 0     | 0     | —         | —         | 13    | 1     |
| → Фортуна (Ситтард) | Итого            | Итого            | 13   | 1    | 0     | 0     | —         | —         | 13    | 1     |
| → Балтика           | Премьер-лига     | 2023/24          | 23   | 2    | 8     | 1     | —         | —         | 31    | 3     |
| → Балтика           | Итого            | Итого            | 23   | 2    | 8     | 1     | —         | —         | 31    | 3     |
| Всего за карьеру    | Всего за карьеру | Всего за карьеру | 194  | 11   | 28    | 3     | 16        | 1         | 238   | 15    |

1. ↑  Кубок Хорватии, Кубок России, Суперкубок России, Кубок Турции, Кубок Италии.
2. ↑  Лига чемпионов УЕФА, Лига Европы УЕФА.

### Матчи за сборные
| Матчи Кристияна Бистровича за молодёжную сборную Хорватии | Матчи Кристияна Бистровича за молодёжную сборную Хорватии | Матчи Кристияна Бистровича за молодёжную сборную Хорватии | Матчи Кристияна Бистровича за молодёжную сборную Хорватии | Матчи Кристияна Бистровича за молодёжную сборную Хорватии | Матчи Кристияна Бистровича за молодёжную сборную Хорватии | Матчи Кристияна Бистровича за молодёжную сборную Хорватии |
| №                                                         | Дата                                                      | Оппонент                                                  | Счёт                                                      | Голы                                                      | Турнир                                                    |                                                           |
| --------------------------------------------------------- | --------------------------------------------------------- | --------------------------------------------------------- | --------------------------------------------------------- | --------------------------------------------------------- | --------------------------------------------------------- | --------------------------------------------------------- |
| 1                                                         | 25 марта 2019                                             | Италия (до 21)                                            | 2:2                                                       | —                                                         | Товарищеский матч                                         |                                                           |
| 2                                                         | 12 июня 2019                                              | Дания (до 21)                                             | 1:0                                                       | —                                                         | Товарищеский матч                                         |                                                           |
| 3                                                         | 5 сентября 2019                                           | ОАЭ (до 23)                                               | 3:0                                                       | 1                                                         | Товарищеский матч                                         |                                                           |
| 4                                                         | 10 сентября 2019                                          | Шотландия (до 21)                                         | 1:2                                                       | —                                                         | Отборочные матчи МЧЕ-2021                                 |                                                           |
| 5                                                         | 11 октября 2019                                           | Венгрия (до 21)                                           | 1:4                                                       | —                                                         | Товарищеский матч                                         |                                                           |
| 6                                                         | 14 октября 2019                                           | Сан-Марино (до 21)                                        | 0:7                                                       | 1                                                         | Отборочные матчи МЧЕ-2021                                 |                                                           |
| 7                                                         | 14 ноября 2019                                            | Литва (до 21)                                             | 1:3                                                       | 1                                                         | Отборочные матчи МЧЕ-2021                                 |                                                           |
| 8                                                         | 18 ноября 2019                                            | Чехия (до 21)                                             | 1:2                                                       | —                                                         | Отборочные матчи МЧЕ-2021                                 |                                                           |
| 9                                                         | 3 сентября 2020                                           | Греция (до 21)                                            | 5:0                                                       | —                                                         | Отборочные матчи МЧЕ-2021                                 |                                                           |
| 10                                                        | 7 сентября 2020                                           | Чехия (до 21)                                             | 0:0                                                       | —                                                         | Отборочные матчи МЧЕ-2021                                 |                                                           |
| 11                                                        | 8 октября 2020                                            | Сан-Марино (до 21)                                        | 10:0                                                      | —                                                         | Отборочные матчи МЧЕ-2021                                 |                                                           |
| 12                                                        | 13 октября 2020                                           | Греция (до 21)                                            | 0:1                                                       | —                                                         | Отборочные матчи МЧЕ-2021                                 |                                                           |
| 13                                                        | 12 ноября 2020                                            | Шотландия (до 21)                                         | 2:2                                                       | 1                                                         | Отборочные матчи МЧЕ-2021                                 |                                                           |
| 14                                                        | 17 ноября 2020                                            | Литва (до 21)                                             | 7:0                                                       | —                                                         | Отборочные матчи МЧЕ-2021                                 |                                                           |
| 15                                                        | 25 марта 2021                                             | Португалия (до 21)                                        | 1:0                                                       | —                                                         | МЧЕ-2021                                                  |                                                           |
| 16                                                        | 28 марта 2021                                             | Швейцария (до 21)                                         | 3:2                                                       | —                                                         | МЧЕ-2021                                                  |                                                           |
| 17                                                        | 31 марта 2021                                             | Англия (до 21)                                            | 1:2                                                       | —                                                         | МЧЕ-2021                                                  |                                                           |
| 18                                                        | 31 мая 2021                                               | Испаниия (до 21)                                          | 2:1                                                       | —                                                         | МЧЕ-2021                                                  |                                                           |

Итого: 18 матчей / 4 гола; 10 побед, 3 ничьи, 5 поражений.